# Schleicher ASW 20
Die Schleicher ASW 20 ist ein einsitziges Segelflugzeug in Faserverbundkunststoff-Bauweise für den Leistungssegelflug. Von 1977 bis 1990 wurden insgesamt 905 ASW 20 gebaut, davon 100 in Lizenz bei der französischen Firma Centrair. Der Schwede Göran Ax gewann die Weltmeisterschaft 1981 in Paderborn mit einer ASW 20, außerdem wurden zahlreiche zweite und dritte Plätze mit ihr gewonnen. Es gab fünf verschiedene Versionen, deren Segelflug-Index bei 110–112 liegt.

## Geschichte
Im Jahr 1977 wurde von der FAI eine neue Wettbewerbsklasse eingeführt, die sogenannte „15-m-Klasse“, die als einzige Beschränkung eine Spannweite von nicht mehr als 15 m vorgab. Die Schleicher ASW 20 ist das erste Flugzeug der Firma Alexander Schleicher, das speziell für diese Klasse konstruiert wurde. Später entstanden durch kleine Änderungen am Flügelprofil sowie eine höhere Wasserballastzuladung die Versionen B und C und durch zusätzlich ansteckbare Außenflügel, welche die Spannweite auf 16,6 m erhöhen, die Versionen BL und CL. Außerdem wurde der maximale Ausschlag der Wölbklappen nach unten von ursprünglich 55° auf 40° verringert.

## Konstruktion
Gerhard Waibel konstruierte die Schleicher ASW 20 (W für Waibel) in Mitteldeckerausführung mit Wölbklappen, Wasserballasttanks und nach oben ausfahrenden Störklappen. Das Cockpit ist auf größtmögliche passive Sicherheit ausgelegt, im Fall eines Unfalls nimmt es sehr viel Energie auf und schützt so den Piloten. Das Flugzeug ist aus Faserverbundwerkstoffen gebaut, es werden Glas- Kohlenstoff- und Aramidfasern verwendet.
Durch die in Landestellung stark nach unten ausschlagenden Wölbklappen und die zusätzlichen Störklappen werden langsame und steile Anflüge – und damit sichere Außenlandungen auch auf kurzen Feldern – ermöglicht.
Für den Rumpf wurde aus Kostengründen der bereits erprobte Rumpf der Schleicher ASW 19 übernommen, der für die Ruderanschlüsse der Wölbklappen leicht modifiziert wurde. Das T-Leitwerk hat eine feste Höhenflosse, das Ruder wird bei Montage bei späteren Baureihen automatisch angeschlossen und hat eine Federtrimmung.
Das Fahrwerk besteht aus einem Rad, das über einen Hebel an der linken Cockpitseite manuell einziehbar ist. Die Bremse war zunächst eine Trommelbremse, bei späteren Versionen eine hydraulisch betätigte Scheibenbremse. Ursprünglich wurde die Bremse mit einem Bremshebel am Steuerknüppel bedient und später über eine Kopplung des Störklappengriffs mit der Bremse. Das Leitwerk ist mit einem Schleifsporn aus Gummi oder einem nicht einziehbaren Spornrad versehen.

## Strahltriebwerk als Nachrüstsatz

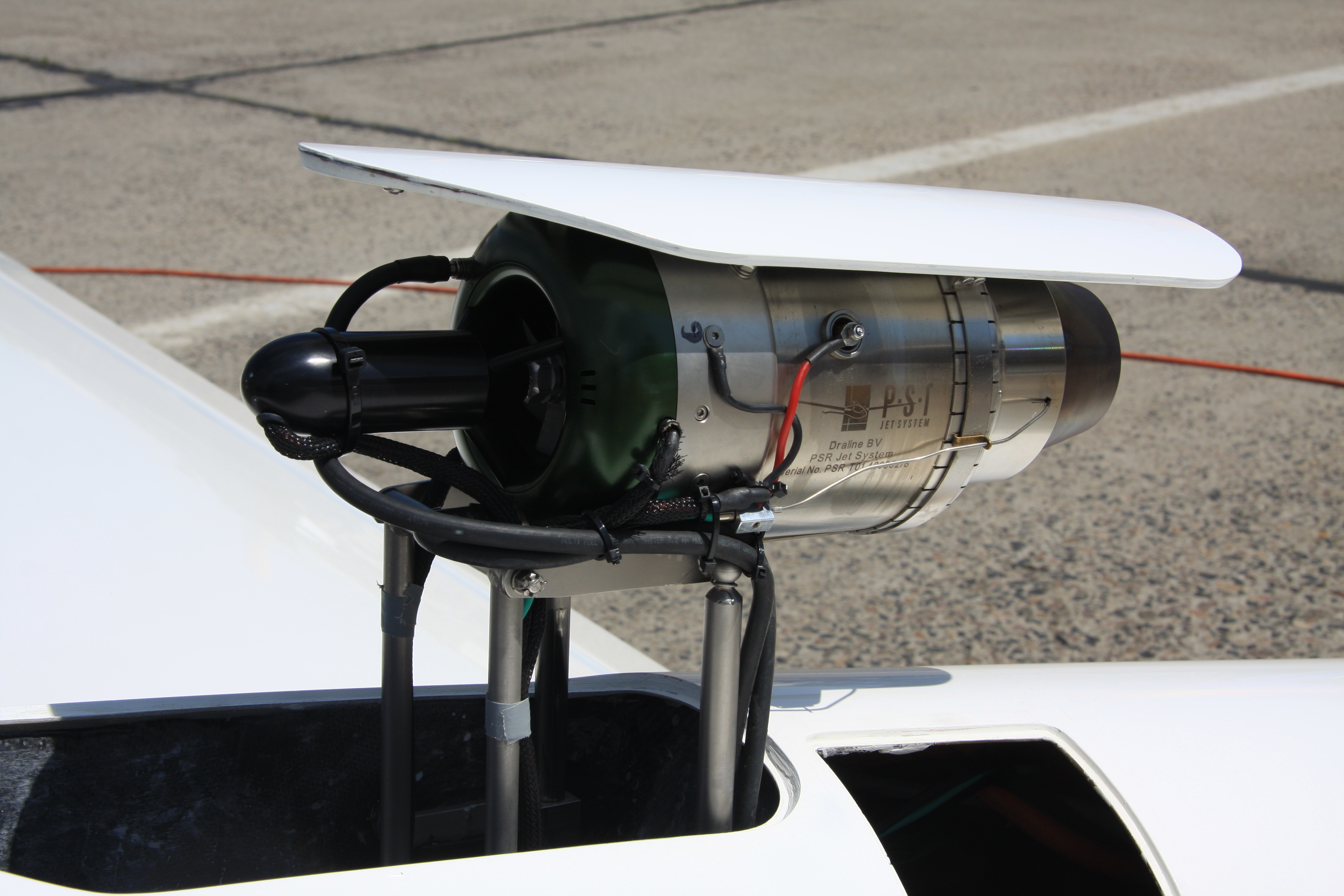
Ein Strahltriebwerk an einer ASW 20 CL

Für die ASW 20 wurde ein Nachrüstsatz für eine Heimkehrhilfe in Form eines aus dem Rumpf ausklappbaren Strahltriebwerks entwickelt. Anstatt des bereits vorher angebotenen konventionellen Verbrennungsmotors mit Propeller dient in diesem Fall das etwa 12 kg schwere Strahltriebwerk PSR T01 mit 230N Schub als Antrieb, um ausreichend Schub zu erzeugen für einen Steigflug zur Verminderung eines Außenlandung-Risikos. Das Triebwerk hat eine maximale Reichweite von etwa 240 km. Der erste Prototyp ASW 20 CL-J (J steht für Jet-Engine) startete am 21. Mai 2006, seit Ende 2009 ist das Modell serienreif und befindet sich in der Flugerprobung. Ein einstrahliges Modell wurde erstmals auf der ILA 2010 in Berlin einer breiten Öffentlichkeit vorgestellt.

## Technische Daten
| Kenngröße             | ASW 20                         | ASW 20 B                                     | ASW 20 C                                     | ASW 20 L              | ASW 20 BL                                    | ASW 20 CL                                    |
| --------------------- | ------------------------------ | -------------------------------------------- | -------------------------------------------- | --------------------- | -------------------------------------------- | -------------------------------------------- |
| Spannweite            | 15 m                           | 15 m                                         | 15 m                                         | 16,6 m                | 16,6 m                                       | 16,6 m                                       |
| Rumpflänge            | 6,82 m                         | 6,82 m                                       | 6,82 m                                       | 6,82 m                | 6,82 m                                       | 6,82 m                                       |
| Höhe am Leitwerk      | 1,1 m                          | 1,1 m                                        | 1,1 m                                        | 1,1 m                 | 1,1 m                                        | 1,1 m                                        |
| Flügelfläche          | 10,5 m²                        | 10,5 m²                                      | 10,5 m²                                      | 11,05 m²              | 11,013 m²                                    | 11,013 m²                                    |
| Streckung             | 21,43                          | 21,43                                        | 21,43                                        | 24,94                 | 25,02                                        | 25,02                                        |
|                       | Wortmann FX K131 und FX 60-126 | FX K131 und FX 60-126 Unterseite modifiziert | FX K131 und FX 60-126 Unterseite modifiziert | FX K131 und FX 60-126 | FX K131 und FX 60-126 Unterseite modifiziert | FX K131 und FX 60-126 Unterseite modifiziert |
| Leermasse             | 260 kg                         | 270 kg                                       | 270 kg                                       | 265 kg                | 275 kg                                       | 265 kg                                       |
| max. Startmasse       | 454 kg                         | 525 kg                                       | 454 kg                                       | 380 kg                | 430 kg                                       | 380 kg                                       |
| max. Flächenbelastung | 43,2 kg/m²                     | 50,0 kg/m²                                   | 43,2 kg/m²                                   | 34,4 kg/m²            | 39,0 kg/m²                                   | 34,5 kg/m²                                   |
| max. Cockpitzuladung  | 115 kg                         | 115 kg                                       | 115 kg                                       | 115 kg                | 115 kg                                       | 115 kg                                       |
| max. Wasserballast    | 120 kg                         | 150 kg                                       | 110 kg                                       | –                     | 100 kg                                       | 50 kg                                        |
| Höchstgeschwindigkeit | 265 km/h                       | 280 km/h                                     | 265 km/h                                     | 250 km/h              | 265 km/h                                     | 250 km/h                                     |
| Geringstes Sinken     | 0,59 m/s                       | 0,59 m/s                                     | 0,59 m/s                                     | 0,55 m/s              | 0,55 m/s                                     | 0,55 m/s                                     |
| Gleitzahl             | 42                             | 43                                           | 43                                           | 45                    | 46                                           | 46                                           |
| Herstellungszeitraum  | 1977–1982                      | 1983–1986                                    | 1983–1986                                    | 1977–1982             | 1983–1986                                    | 1983–1986                                    |
| Stückzahl             | 438*                           | 40                                           | 84                                           | 213*                  | 42                                           | 88                                           |

(*) inkl. ASW 20F bzw. ASW 20FL